# Papstwahl 1285
Die Papstwahl von 1285, einberufen in Viterbo nach dem Tod von Papst Martin IV., wählte Kardinal Giacomo Savelli, der den Namen Honorius IV. annahm. Wegen der Suspendierung der Bulle Ubi periculum durch Hadrian V. 1276 war diese Wahl – technisch gesehen – wohl kein Konklave. Tatsächlich wurde die Versammlung zum ersten Mal seit der langwierigen Wahl von 1268–1271 weder von den Hohenstaufen noch von Karl I. von Neapel (der am 7. Januar 1285 gestorben war) beherrscht.

## Die Wahl von Honorius IV.
15 Kardinäle versammelten sich am 1. April, drei Tage nach dem Tod von Martin IV., in der Bischofsresidenz von Perugia, und zwar nach altem Brauch und nicht nach der Bulle "Ubi Periculum" (1274) von Papst Gregor X. In der ersten Wahl am nächsten Tag stimmten die Kardinäle einhellig für Giacomo Savelli, vorher prior Diacanorum des Kardinalskollegiums. Obwohl er bereits 75 Jahre alt war, nahm Savelli die Wahl an und nannte sich als Papst Honorius IV. Seine Wahl und die Annahme waren noch überraschender, da er an einer schweren Arthritis litt. Er konnte sich nur auf Krücken fortbewegen, und er musste einen speziellen Stuhl haben, damit er während der Messe am Altar Platz nehmen und seinen Arm stützen konnte, um die Hostien bei der Weihe anzuheben. Er verließ Perugia in Richtung Rom nach dem 25. April 1285, in Rom war seine Wahl begrüßt worden, da er einer der führenden Aristokraten war: sein Vater war 1266 römischer Senator gewesen. Er wohnte auf dem Familienbesitz auf dem Aventin, neben der Kirche Santa Sabina. Am 19. Mai wurde der neue Papst zum Priester in der Vatikanbasilika ordiniert. Am Tag darauf wurde er vom Kardinalbischof von Ostia, Latino Malabranca Orsini, zum Bischof geweiht und von Kardinal Goffredo da Alatri, dem neuen Kardinalprotodiakon feierlich gekrönt.

## Wahlberechtigte
Papst Martin IV., der in Perugia lebte und niemals Roms besuchte, war am Ostersonntag, dem 25. März, an einem Fieber erkrankt und am 28. März gestorben. Zu dieser Zeit gab es im Kardinalskollegium 18 lebende Kardinäle, obwohl drei von ihnen als Legaten unterwegs weg waren und nicht rechtzeitig benachrichtigt werden konnten. 15 von ihnen nahmen also an der Wahl des Nachfolgers teil.
| Kardinal                         | Herkunft   | Kardinalstitel                                          | Ernannt am        | durch         | Anmerkungen                              |
| -------------------------------- | ---------- | ------------------------------------------------------- | ----------------- | ------------- | ---------------------------------------- |
| Ordoño Álvarez                   | Portugal   | Bischof von Frascati                                    | 12. März 1278     | Nikolaus III. | Kardinaldekan                            |
| Bentivenga da Bentivengi, O.F.M. | Italien    | Bischof von Albano                                      | 12. März 1278     | Nikolaus III. | Großpönitentiar                          |
| Latino Malabranca Orsini, O.P.   | Italien    | Bischof von Ostia und Velletri                          | 12. März 1278     | Nikolaus III. | Generalinquisitor                        |
| Girolamo Masci, O.F.M.           | Italien    | Bischof von Palestrina                                  | 12. März 1278     | Nikolaus III. |                                          |
| Anchero Pantaléon                | Frankreich | Kardinalpriester von Santa Prassede                     | 22. Mai 1262      | Urban IV.     | Kardinalprotopriester                    |
| Hugh of Evesham                  | England    | Kardinalpriester von San Lorenzo in Lucina              | 12. April 1281    | Martin IV.    |                                          |
| Gervais Jeancolet de Clinchamp   | Frankreich | Kardinalpriester von Santi Silvestro e Martino ai Monti | 12. April 1281    | Martin IV.    |                                          |
| Cosmo Glusano de Casate          | Italien    | Kardinalpriester von Santi Marcellino e Pietro          | 12. April 1281    | Martin IV.    |                                          |
| Geoffroy de Bar                  | Frankreich | Kardinalpriester von Santa Susanna                      | 12. April 1281    | Martin IV.    |                                          |
| Giacomo Savelli                  | Italien    | Kardinaldiakon von Santa Maria in Cosmedin              | 17. Dezember 1261 | Urban IV.     | Kardinalprotodiakon, Papst Honorius IV.  |
| Goffredo da Alatri               | Italien    | Kardinaldiakon von San Giorgio in Velabro               | 17. Dezember 1261 | Urban IV.     |                                          |
| Matteo Rubeo Orsini              | Italien    | Kardinaldiakon von Santa Maria in Portico               | 22. Mai 1262      | Urban IV.     | Kardinalprotektor des Franziskanerordens |
| Giordano Orsini                  | Italien    | Kardinaldiakon von Sant’Eustachio                       | 12. März 1278     | Nikolaus III. |                                          |
| Giacomo Colonna                  | Italien    | Kardinaldiakon von Santa Maria in Via Lata              | 12. März 1278     | Nikolaus III. |                                          |
| Benedetto Caetani                | Italien    | Kardinaldiakon von San Nicola in Carcere                | 12. April 1281    | Martin IV.    | später Papst Bonifatius VIII.            |

Drei Kardinäle waren abwesend:
| Kardinal              | Herkunft   | Kardinalstitel                                   | Ernannt am     | durch         | Anmerkungen                                        |
| --------------------- | ---------- | ------------------------------------------------ | -------------- | ------------- | -------------------------------------------------- |
| Gerardo Bianchi       | Italien    | Bischof von Sabina                               | 12. März 1278  | Nikolaus III. | Päpstlicher Legat in Sizilien                      |
| Bernard de Languissel | Frankreich | Bischof von Porto-Santa Rufina                   | 12. April 1281 | Martin IV.    | Päpstlicher Legat in der Lombardei und der Toskana |
| Jean Cholet           | Frankreich | Kardinalpriester von Santa Cecilia in Trastevere | 12. April 1281 | Martin IV.    | Päpstlicher Legat in Frankreich                    |